# E-business
E-business,  acrónimo do inglês Electronic Business (negócio eletrônico), é o termo que se utiliza para identificar os negócios efetuados por meios eletrônicos, geralmente na Internet. Muitas vezes é associado ao termo correio eletrônico.
Pode-se definir e-business como negócios feitos através da Internet no sentido mais amplo da palavra  negócio, desde contatos diretos com consumidores, fornecedores como também análises de mercado, análises de investimentos, busca de informações sobre o macroambiente, pesquisa de mercados, etc.
Conjunto de sistemas de uma empresa que se interligam e interagem com os sistemas de diversas outras empresas servindo como a infraestrutura do e-Commerce (comércio eletrônico).
E-business tem como aplicação a criação de sistemas capazes de prover comunicação entre empresas agilizando os processo de compra e venda entre as mesmas, existem inclusive sistemas que fazem pedido automáticos para outras empresas de acordo com o seu estoque de produtos, facilitando assim todo o processo de fabricação e venda, melhorar a disponibilidade de produtos de acordo com a demanda pelos mesmos.

## Processo de análise e diagnóstico de uma estratégia de E-business

### Enquadramento do negócio
A estratégia de e-business deve iniciar-se com um profundo conhecimento do negócio que se irá iniciar ou alterar.
A primeira reflexão deverá incidir sobre o que se pretende com o novo negócio ou o que sustenta o actual modelo de negócio que é necessário reformular.
O gestor de  projecto deverá refletir conjuntamente com os diversos departamentos da empresa sobre o seguinte conjunto de questões :
- Em que sector se localiza o negócio que pretendo iniciar ou reformular?
- Qual o actual posicionamento da empresa no mercado que se insere?
- Quem são os abc concorrentes?
- Quem são os potenciais concorrentes?
- Qual o perfil dos actuais clientes da empresa?
- Qual o perfil dos potenciais clientes da empresa?
- Quantos são e quem são os principais fornecedores da organização?
- Qual é a dimensão  económica da empresa?
- Qual é o desempenho económico-financeiro da empresa?
- Que recursos  financeiros dispõem a empresa para implementar uma estratégia de e-business?
- Qual o numero de colaboradores da empresa?
- Qual é o nível de qualificação dos colaboradores?
- Qual a actual cobertura geográfica dos negócios da empresa?
- Qual a cobertura geográfica futura dos negócios?
- A empresa já internacionalizou a sua actividade ou pretende faze-lo?
- Qual a estratégia de crescimento dos negócios da organização?

### Experiência na economia digital
Neste processo de análise e diagnóstico, será fundamental aferir qual a familiaridade, envolvimento e abertura de toda a organização para um processo Web.
Será também importante elencar o grau de conhecimento sobre estas matérias por parte dos quadros superiores da organização, de forma a ser implementado um programa de formação adequado aos gestores indicados e eventualmente a toda a empresa.
Caso a empresa já possua um site, deverá efectuar uma descrição o mais exaustiva possível das suas lacunas ou limitações.
As questões mais importantes a colocar são as seguintes:
- A empresa já possui um site?
- Em caso afirmativo, quando foi lançado?
- O novo site é uma evolução do anterior ou pretende incluir novas funcionalidades?
- Quem foi o responsável pela concepção do site actual?
- Quais as falhas mais importantes do site actual?
- Quais as limitações mais importantes do actual site?
- Quais os objectivos dos conteúdos do site actual?

### Objetivos
Os  objectivos que estão por detrás de uma presença Web, deverão enquadrar os conteúdos, a imagem gráfica, a funcionalidade e a tecnologia de suporte ao site.
É de extrema importância que a organização esteja segura dos objectivos que pretende atingir com a sua presença na Web. No limite mínimo o seu objectivo será o de marcar uma presença meramente  institucional.
O nível de sofisticação  digital deverá estar de acordo com as necessidades da empresa, da sua estratégia, do seu posicionamento e ainda da sua capacidade financeira.
Os objectivos da presença na Web poderão ser de diversa ordem como a redução de custos, aumento de receitas, entre muitos outros.
Uma presença na Web poderá permitir um conjunto de objectivos / processos que são:
- Apresentação institucional;
- Brand site;
- Prestação de serviços aos clientes;
- Optimização de processos da força de vendas;
- E-commerce;
- E-procurement;
- E-marketplace;
- E-collaboration;
- Supply chain management;
- E-community;
- EDI;
- Gestão de clientes através de CRM;
- Gestão integrada da cadeia de valor.

### Conclusão
Após a definição da estratégia, mas antes da sua implementação, a empresa deverá validar a solução encontrada através das seguintes questões:
- Existe algum concorrente actual ou potencial com uma presença na internet como a que foi definida pela empresa?
- Em que módulos ou processos se pretende que a presença na Web seja mais  eficiente que os actuais processos de negócio?

## Etapas fundamentais de uma estratégia de E-business

### Objetivos da estratégia
A empresa deverá recolher e tratar um conjunto de informações, nomeadamente sobre o mercado onde irá actuar, sobre os seus concorrentes, clientes, fornecedores, parceiros e fornecedores da solução de e-business.
Após o tratamento da informação, a empresa deverá definir os seguintes aspectos:
- Reavaliar a visão e a missão da empresa;
- Analisar o sector ou negócio que irá abordar;
- Identificar os atuais concorrentes da empresa e a sua posição competitiva;
- Constituição ou não de uma empresa Web separada da actual;
- Definir se pretende  globalizar os negócios;
- A empresa deverá fixar objetivos, pretende ser  líder, challanger, ou abordar um nicho de mercado.

### Formulação da estratégia E-business
Após a obtenção dos resultados provenientes da análise sectorial e da posição competitiva, a empresa pode definir e formular estratégias e planos de comércio eletrónico mais específicos e realistas.
As questões fundamentais que se levantam quando da formulação de uma estratégia e-business são os seguintes:
- Como descobrir oportunidades estratégicas ou de negócio?
- Qual o modelo de negócio adequado?
- Qual a solução técnica a utilizar?
- Qual a melhor a análise custo / beneficio e a melhor análise de risco do investimento?

### Implementação da estratégia
- Desenvolvimento de planos detalhados de forma a atingir os grandes objectivos estratégicos.
- Planeamento adequado de forma a adequar a empresa às mutações do mercado.
- Constituir uma equipa Web e atribuir tarefas funcionais.
- Implementação de projetos-piloto.
- Planeamento dos recursos necessários / disponíveis.
- Selecção de parceiros.
- Como coordenar o B2B (business to business) e ou B2C (business to consumer).

### Avaliação da estratégia
- Identificar os eventuais fracassos o mais cedo possível e determinar os motivos do insucesso.

Como medir os resultados?
- A avaliação do desempenho terá que ser efectuada de uma forma objectiva e clara.
- Deverão ser utilizadas métricas comparativas (benchmarks) para os diferentes departamentos relacionados com a concepção e implementação do projecto.

Alguns exemplos de análise da avaliação do projeto:
- Tempo de resposta às consultas dos clientes;
- Qualidade de resposta;
- Nível de segurança e fiabilidade;
- Tempo de download;
- Pontualidade de cumprimento dos pedidos;
- Período de actualização de informação;
- Disponibilidade;
- Eficácia e  navegabilidade.

## Desenvolver uma estratégia de E-business

### Vantagens de adoção de uma estratégia de
- Fonte de ideias para melhorar a competitividade das empresas;
- Melhoria de processos;
- Redução de custos de actividade;
- Fornecimento de soluções  inovadoras;
- Apresenta novos desafios á organização;
- Soluções mais rápidas;
- Muda a forma como os clientes se relacionam com a organização;
- Permite prazos de produção mais curtos;
- Reduz estoques;
- Diminui custos  logísticos;
- Aumenta os canais de comercialização / distribuição;
- Alarga o mercado alvo e potencial da organização;
- Maior satisfação dos stakeholders;
- Incremento da eficiência;
- Melhoria dos resultados.

### Aspectos a considerar numa estratégia de E-business
Um dos erros habituais nas empresas, quando adoptam uma estratégia de e-business é o da liderança e implementação do processo. Contrariamente ao desejável grande parte das soluções são concebidas pelos departamentos de TI ( Tecnologias de informação), sem a participação activa dos diversos departamentos da organização.
O erro acima indicado provoca a concepção e implementação de soluções por vezes de elevada qualidade técnica, mas que no entanto estão totalmente desajustadas às necessidades das empresas e dos seus parceiros e como consequência não produzem o retorno desejado.
Uma estratégia de e-business só poderá produzir eficácia se for  transversal a toda a organização e se contar com um envolvimento activo da alta direção.
Será importante analisar toda a cadeia de valor da empresa de forma a obter o maior nível de integração, transversalidade e criação de valor.
Uma correcta estratégia de e-business deverá ainda considerar aspectos fundamentais como a estratégia da organização, o cenário económico, financeiro, o  portfólio de produtos da empresa e o seu ciclo de vida, as necessidades e a satisfação dos seus clientes, a legislação nacional e internacional, conhecimento dos procedimentos dos concorrentes e a envolvente tecnológica.
As capacidades e arquitectura do hardware e software são fundamentais para o sucesso da estratégia de e-business, pois permitirão ou não uma  navegação amigável, segura, rápida, adequada a todos os intervenientes do processo. A responsabilidade técnica da solução deverá ficar a cargo do departamento de tecnologias e informação (TI) da empresa, no entanto com completa colaboração e envolvimento de todos os departamentos.

### Iniciativas possíveis de uma estratégia de E-business
As acções ou iniciativas que uma organização poderá implementar ou adoptar são muito díspares e variam de organização para organização, no entanto será importante considerar os seus objectivos estratégicos, o modelo de negócio, o nível de  internacionalização da empresa, os recursos disponíveis, o seu posicionamento.
Abaixo enuncia-se as acções mais utilizadas, nas organizações com maior sofisticação digital.
- E-Sales: Permite a optimização da força de vendas, através da troca de informação por meios electrónicos, melhorando e acelerando processos de forma a um melhor aproveitamento das oportunidades de mercado. Torna viável um maior suporte á equipa de vendas que normalmente actua no exterior da empresa e uma melhoria da coordenação com os outros departamentos da companhia.
- E-Know-How: Gestão do Know-How e do  capital de conhecimento de uma empresa, procurando que este seja partilhado e rentabilizado pela organização de uma forma global. O conhecimento, as  experiências e  habilidades dos colaboradores, são disponibilizados verdadeiramente a toda a equipa, com o objectivo da satisfação dos objectivos da companhia e de todos os  stakeholders.
- E-Collaboration: Consiste num trabalho conjunto na organização, através da utilização da ferramenta intranet. Para parceiros considerados estratégicos como fornecedores, clientes poderá ser disponibilizado um serviço extranet de forma a permitir um melhor planejamento, coordenação, inovação de processos e práticas de negócio para que as  tomadas de decisão sejam mais eficazes.
- E-Service: Fornecimento aos clientes de suporte técnico e comercial além do já vulgar aconselhamento  on-line sobre produtos e serviços (pré-venda e pós-venda). Este serviço permite a redução de custos, torna mais flexível o suporte aos clientes, gera cross selling (venda cruzada),  fidelização dos clientes, melhoria das margens de comercialização, diferenciação e consequentemente incremento do valor acrescentado. A oferta do auto-serviço ou auto-atendimento beneficia o cliente porque passa a deter um maior controlo sobre todo o processo e beneficia a empresa, porque reduz os seus custos operacionais.
- E-Commerce: Estamos perante uma dos instrumentos mais utilizados na economia digital, que permite a compra e venda de produtos e serviços via Web, podendo essas transacções revestir a forma business to business - B2B (empresa para empresa) ou business to consumer - B2C (empresa para consumidor final).
- Supply Chain Management: Controle de fluxos de materiais, serviços e informação que percorrem toda a cadeia de valor da empresa, permitindo uma diminuição de custos, aumento da velocidade e transparência dos processos e redução de estoques.
- CRM (customer relationship management): Esta é uma das ferramentas fundamentais para as organizações que pretendem ser inovadoras e diferenciadoras nos mercados que abordam, pois a oferta de produtos e serviços é inúmera, os clientes são cada vez mais sofisticados e com menos propensão a consumir produtos  massificados. O CRM é um poderoso meio de gestão de relacionamento com os clientes, tornando possível estabelecer relações de uma forma individual e personalizada, sendo ainda possível utilizar a informação para posteriormente tratar outros clientes de uma forma diferenciada. Através deste conceito a empresa amplia a sua capacidade de comercializar produtos e serviços com maior valor acrescentado, sendo possível praticar o marketing one to one. De uma forma geral os clientes premeiam esta abordagem, pois os produtos comercializados e os serviços prestados satisfazem de uma forma mais adequada as suas necessidades. O CRM utilizado de uma forma eficaz permite uma iteração com os clientes de diversas formas ou através de diversos meios. Uma abordagem CRM sofisticada e integrada aborda o cliente através de meios como a internet, SMS, telemarketing, através de  cartões de fidelização e outros meios disponíveis.
- EDI (Electric data interchange): O EDI na prática consiste na transferência de dados entre empresas, através de redes públicas e privadas, tornando possivel a partilha de informação e  bases de dados entre diversas organizações.
- E-Community: É uma forma de interacção entre funcionários, clientes, fornecedores, parceiros e outros membros de uma comunidade, em torno de temas de interesse comum através de chat, fórum, ou blog.